# バーゼル・スコラ・カントルム
バーゼル・スコラ・カントルム（英語: Schola Cantorum Basiliensis、公用語表記: Schola Cantorum Basiliensis）は、スイス、バーゼルに本部を置くスイスの音楽大学。1933年創立、1933年大学設置。大学の略称はSCB。正式名称はスコラ・カントルム・バジリエンシス。創設者は、製薬会社エフ・ホフマン・ラ・ロシュ社のオーナーを妻にもつ作曲家で指揮者のパウル・ザッハー。現在はバーゼル音楽院に属し、古楽の演奏法に特化とする、世界でも珍しい大学である。古楽奏法と古楽研究における総本山とされる。

## 教員
著名な教員にリュート奏者のアントニー・ルーリー、ホプキンソン・スミスやヴィオラ・ダ・ガンバ奏者のジョルディ・サバール、アウグスト・ヴェンツィンガー、パオロ・パンドルフォ、リコーダー奏者のハンス=マルティン・リンデ、指揮者のルネ・ヤーコプスらがいる。

## 卒業生
これまでの卒業生には、グスタフ・レオンハルト（チェンバロ・オルガン奏者）、アンドレア・マルコン（指揮者、チェンバロ奏者）、ロレンツォ・ギエルミ（チェンバロ・オルガン奏者）、シュテファン・ゴットフリート（指揮者、チェンバロ奏者、ピアニスト）らがいる。